# 白龙 (足球运动员)
白龙（1986年6月13日—），中国足球运动员。
白龙2001年就入选了中国国少队，后来随队征战2002年亞足聯U17少年錦標賽，打入两球，随队获得季军，参加了后来的2003年世界少年足球錦標賽。白龙因而被视为江苏舜天的希望之星。2005年，白龙报名参加中甲联赛，没有获得上场机会。次年他改投中乙球队苏州趣普仕，2007年又加盟了中乙球队天津东丽。后来，白龙淡出职业足球赛场。2007年作为“高水平运动员”被南京航空航天大学录取，后来代表南航参加了中国大学生五人制足球联赛、全国大学生足球联赛。